# Astyanax epiagos
Astyanax epiagos es una especie de pez de la familia Characidae en el orden de los Characiformes.

## Morfología
Los machos pueden llegar alcanzar los 5,9 cm de longitud total.

## Hábitat
Vive en zonas de clima tropical (11°S-12°S, 41°W-42°W).

## Distribución geográfica
Se encuentran en Sudamérica: Brasil.